# The Brotherhood VI: Initiation
The Brotherhood VI: Initiation jest amerykańskim horrorem filmowym z 2009 roku, szóstą częścią homoerotycznego cyklu filmów reżyserowanych przez Davida DeCoteau. Film kręcono w Los Angeles w stanie Kalifornia, a jego premiera miała miejsce w Stanach Zjednoczonych w styczniu 2009 roku.

## Obsada
- Bryan McMullin jako Shane
- Aaron Jaeger jako Kevin
- Tyson Breech jako Morris
- Joshua Christian jako John Ralston
- Dominick Monteleone jako Garrett
- Jeremy Ray Simpson jako Eddie